# 衡山荚蒾
衡山荚蒾（学名：Viburnum hengshanicum）是五福花科荚蒾属的植物，为中国的特有植物。分布于中国大陆的江西、贵州、湖南、广西、安徽、浙江等地，生长于海拔650米至1,300米的地区，多生长于山谷林中或山坡灌丛中，目前尚未由人工引种栽培。